# Ascensión Chirivella Marín
Ascensión Chirivella Marín (València, 28 de gener de 1893 - Mèxic, 9 d'abril de 1980) és coneguda per ser la primera llicenciada en Dret que va poder col·legiar-se a Espanya per exercir com a advocada. També s'havia llicenciat en Filosofia i Lletres i en Magisteri.

## Biografia
Ascensión Chirivella era filla d'un procurador dels tribunals de València. Malgrat que en un primer moment va estudiar Filosofia i Lletres i Magisteri, amb notes brillants, va voler seguir els passos del seu pare i es va matricular a la facultat de Dret; s'hi llicenciava el novembre de 1921. Entrà a formar part del Col·legi d'Advocats de València el 12 de gener de 1922 amb la intenció d'exercir la professió, com ho feien els seus companys de promoció. La seva sol·licitud fou acceptada, a diferència del que ocorria en aquells mateixos anys a altres dones que intentaven col·legiar-se en països com França, Bèlgica o Itàlia.
Es va especialitzar en dret civil i va dur a terme una activa participació en reunions per reivindicar els drets de les dones, sent una gran oradora que defensava eloqüentment els beneficis que per a la dona suposava la Segona República Espanyola, en la qual la dona adquiria drets: dret al vot, dret a accedir a càrrecs polítics, dret al divorci, amb què es preveia el pagament de pensions per a manutenció dels fills als homes divorciats, o el fet que a les dones per ser mares no se'ls discriminés en la pàtria potestat dels fills, ni en cas de ser vídues i tornar-se a casar, a diferència del que prescrivia el codi civil de 1889.
Es va casar amb Álvaro Pascual-Leone, natural de Vinaròs, advocat i diputat pel Partit Radical de Fernando Gasset; fruit d'aquesta unió va néixer la seva única filla. Gran defensora de la II República, després de la contesa civil espanyola va viure a França, a Vernet i a Le Havre. Finalment, va haver d'exiliar-se a Mèxic i juntament amb la seva família es va embarcar a Saint Nazaire en el vaixell Flandre, i arribà a Veracruz l'1 de juliol de 1939; residí en aquest país fins a la mort.
Durant el temps del seu exili, el matrimoni d'Ascensión i Álvaro van ser col·laboradors de la Junta de Cultura Espanyola, que aglutinava molts intel·lectuals exiliats a conseqüència del triomf del bàndol nacional en la guerra del 36.

## Reconeixement i memòria
El seu nom honora diferents carrers i places, a Sogorb o a la ciutat de València, per exemple. També la Sala de Graus de la Facultat de Dret de València porta el nom d'Ascensió Chirivella.

### Celebració del centenari de la seva llicenciatura i el seu ingrés al Col·legi de l'Advocacia
Diversos actes van commemorar el centenari de l'any que es va col·legiar, el primer cop que ho feia una dona a l'estat espanyol. En concret, la Facultat de Dret de la Universitat de València, on s'havia llicenciat al 1921, ho va fer al desembre de 2021 amb una exposició.
El Consell General de l'Advocacia, en atorgar els II Premis d'Igualtat, al 2022, li va dedicar el premi especial del jurat.
La Generalitat Valenciana, en atorgar els Premis 9 d'Octubre de 2022, va concedir-li la Distinció de la Generalitat.

### Mostra a Sogorb
L'any 2022 l'Ajuntament de Sogorb li ha dedicat una mostra al Centre Cultural Olga Raro, que recorre les etapes més importants de la seva vida amb la idea de rescatar-ne la figura, treure-la de l'oblit i connectar-la amb la realitat actual de la dona i la justícia. L'exposició es completa amb la projecció de l'audiovisual sobre l'advocada titulat La primera toga.

### Premi Ascensión Chirivella
Des de l'any 2012 l'Associació de Juristes Dones d'Alzira va pensar a retre homenatge a Ascensión Chirivella Marín i va convocar el “Premi AJUDA a la Igualtat, Ascensión Chirivella Marín”, prenent-la com a exemple de les persones que treballen amb convicció per la igualtat, amb independència que se li reconegui la tasca.
El primer any el premi va ser atorgat a María Luisa Pérez, una de les primeres dones que va poder cursar estudis gràcies a l'Institut Obrer.
L'any 2013, la guardonada va ser Didín Puig, una dona de la Ribera que va viure l'exili sense perdre la seva identitat ni oblidar els seus orígens, sent una de les pioneres de la ràdio.
En el 2014 Encarna Gil, que ha dedicat la seva vida a la docència i a transmetre, a més de coneixements, una visió del món que ens obliga a implicar-nos-hi treballant per erradicar les desigualtats de manera solidària.
En 2015, el premi va ser per a Carmen Soto, activista d'Amnistia Internacional de l'Agrupació de València, lluitadora en pro de la igualtat de gènere, dins de la lluita pels drets humans.
El 2016 el guardó va ser per a la investigadora i professora Ana López-Navajas, autora d'una recerca sobre la invisibilització de les dones als llibres de text de secundària, amb un 7% de presència.
En 2017, el premi el va rebre Empar Bria, professora de l'institut Arabista Ribera de Carcaixent i activista pels drets humans dins d'Amnistia Internacional.
L'any 2018 va rebre el guardó Maria Peiró Morant, la primera directora de l’escola de persones adultes, a Alzira.